# Elias Baum
Elias Niklas Baum (Fráncfort del Meno, Hesse, 26 de octubre de 2005) es un futbolista alemán. Juega de lateral derecho y su equipo actual es el Eintracht Fráncfort de la Bundesliga, máxima categoría del fútbol alemán.

## Trayectoria
Desde 2015 se unió al Eintracht Fráncfort y realizó su formación juvenil.
Debutó como profesional el 9 de noviembre de 2023, el entrenador lo hizo ingresar al minuto 89 para enfrentar a HJK Helsinki en la fase de grupos de la Conference League, ganaron 0-1 en el Bolt Arena ante más de 10100 espectadores.
A mediados de 2024 extendió su contrato hasta 2028 y fue cedido a SV Elversberg para que tenga rodaje contra profesionales, en segunda división. Totalizó 37 presencias, colaboró con 3 goles y 7 asistencias, llegaron a definir un cupo por el ascenso pero fueron vencidos por Heidenheim.

## Selección nacional
Ha sido internacional con la selección de fútbol de Alemania en las categorías juveniles sub-17, sub-18, sub-19, sub-20 y sub-21.

## Estadísticas

### Clubes
Actualizado al último partido citado el 26 de mayo de 2025.
| Club                           | Div.          | Temporada     | Liga  | Liga  | Liga   | Copas nacionales | Copas nacionales | Copas nacionales | Copas internacionales | Copas internacionales | Copas internacionales | Total | Total | Total  |
| Club                           | Div.          | Temporada     | Part. | Goles | Asist. | Part.            | Goles            | Asist.           | Part.                 | Goles                 | Asist.                | Part. | Goles | Asist. |
| ------------------------------ | ------------- | ------------- | ----- | ----- | ------ | ---------------- | ---------------- | ---------------- | --------------------- | --------------------- | --------------------- | ----- | ----- | ------ |
| Eintracht Fráncfort · Alemania | 1.ª           | 2023-24       | 4     | 0     | 0      | 0                | 0                | 0                | 2                     | 0                     | 0                     | 6     | 0     | 0      |
| Eintracht Fráncfort · Alemania | 1.ª           | 2025-26       | 0     | 0     | 0      | -                | -                | -                | -                     | -                     | -                     | 0     | 0     | 0      |
| Eintracht Fráncfort · Alemania | Total club    | Total club    | 4     | 0     | 0      | 0                | 0                | 0                | 2                     | 0                     | 0                     | 6     | 0     | 0      |
| S. V. Elversberg · Alemania    | 2.ª           | 2024-25       | 35    | 3     | 7      | 2                | 0                | 1                | —                     | —                     | —                     | 37    | 3     | 8      |
| S. V. Elversberg · Alemania    | Total club    | Total club    | 35    | 3     | 7      | 2                | 0                | 1                | 0                     | 0                     | 0                     | 37    | 3     | 8      |
| Total carrera                  | Total carrera | Total carrera | 39    | 3     | 7      | 2                | 0                | 1                | 2                     | 0                     | 0                     | 43    | 3     | 8      |
| 1. 2.                          |               |               |       |       |        |                  |                  |                  |                       |                       |                       |       |       |        |

### Selección
Actualizado al último partido citado el 28 de junio de 2025.
| Selección         | Temporada         | Continental | Continental | Continental | Mundial | Mundial | Mundial | Amistosos | Amistosos | Amistosos | Total | Total | Total  |
| Selección         | Temporada         | Part.       | Goles       | Asist.      | Part.   | Goles   | Asist.  | Part.     | Goles     | Asist.    | Part. | Goles | Asist. |
| ----------------- | ----------------- | ----------- | ----------- | ----------- | ------- | ------- | ------- | --------- | --------- | --------- | ----- | ----- | ------ |
| Sub-17 · Alemania | 2021-22           | -           | -           | -           | —       | —       | —       | 2         | 0         | 0         | 2     | 0     | 0      |
| Sub-17 · Alemania | Total sel.        | 0           | 0           | 0           | 0       | 0       | 0       | 2         | 0         | 0         | 2     | 0     | 0      |
| Sub-18 · Alemania | 2022              | —           | —           | —           | —       | —       | —       | 5         | 1         | 0         | 5     | 1     | 0      |
| Sub-18 · Alemania | 2023              | —           | —           | —           | —       | —       | —       | 2         | 0         | 1         | 2     | 0     | 1      |
| Sub-18 · Alemania | Total sel.        | 0           | 0           | 0           | 0       | 0       | 0       | 7         | 1         | 1         | 7     | 1     | 1      |
| Sub-19 · Alemania | 2023-24           | 6           | 0           | 1           | —       | —       | —       | 5         | 0         | 0         | 11    | 0     | 1      |
| Sub-19 · Alemania | Total sel.        | 6           | 0           | 1           | 0       | 0       | 0       | 5         | 0         | 0         | 11    | 0     | 1      |
| Sub-20 · Alemania | 2024              | —           | —           | —           | —       | —       | —       | 6         | 0         | 4         | 6     | 0     | 4      |
| Sub-20 · Alemania | 2025              | —           | —           | —           | —       | —       | —       | 2         | 0         | 0         | 2     | 0     | 0      |
| Sub-20 · Alemania | Total sel.        | 0           | 0           | 0           | 0       | 0       | 0       | 8         | 0         | 4         | 8     | 0     | 4      |
| Sub-21 · Alemania | 2024-25           | 2           | 0           | 0           | —       | —       | —       | -         | -         | -         | 2     | 0     | 0      |
| Sub-21 · Alemania | Total sel.        | 2           | 0           | 0           | 0       | 0       | 0       | 0         | 0         | 0         | 2     | 0     | 0      |
| Total selecciones | Total selecciones | 8           | 0           | 1           | 0       | 0       | 0       | 22        | 1         | 5         | 30    | 1     | 6      |
| 1.                |                   |             |             |             |         |         |         |           |           |           |       |       |        |

## Palmarés

### Distinciones individuales
| Distinción                              | Año  |
| --------------------------------------- | ---- |
| Medalla Fritz Walter de Bronce (sub-19) | 2024 |